# Moneyness
In finanza, moneyness (o valore a parità di sottostante) è una misura del grado con cui uno strumento derivato può avere un valore monetario positivo al momento della sua scadenza.
Il valore della parità sottostante, si compone di tre gradienti per descrivere lo stato di un'opzione: 
- at-the-money se il suo prezzo d'esercizio, ovvero il prezzo che il detentore dell'opzione deve pagare all'esercizio dell'opzione per ricevere il titolo sottostante l'opzione, è identico al prezzo corrente di mercato del titolo sottostante l'opzione.
- out-of-the-money si usa per un'opzione che non ha valore intrinseco, ovvero il cui prezzo d'esercizio è superiore al prezzo di mercato del titolo sottostante l'opzione.
- in-the-money si usa invece per un'opzione che ha un valore intrinseco, il cui prezzo d'esercizio è inferiore al prezzo di mercato del titolo sottostante l'opzione.

Per esempio, supponendo che il prezzo attuale per un'azione sia €100, un'opzione call o opzione put con prezzo d'esercizio pari a €100, è at-the-money (100 - 100 = 0). Nel caso di un'opzione call se il prezzo d'esercizio è €80, si dice in-the-money (-80 + 100 = +20 > 0), se il prezzo d'esercizio è €120, si dice che questa è out-of-the-money (-120 + 100 = -20 < 0).
Per un'opzione put la situazione è speculare, ovvero se il prezzo d'esercizio è €80, si dice out-of-the-money (+80 - 100 = -20 < 0), se il prezzo d'esercizio è €120, si dice, questa è in-the-money (+120 - 100 = +20 > 0)
Quando si usa il Modello di Black-Scholes-Merton per valutare l'opzione, la definizione della moneyness risulta essere quantitativa. Se definiamo moneyness come:
{\displaystyle m={\frac {d_{1}+d_{2}}{2}}}
dove {\displaystyle d_{1}} e {\displaystyle d_{2}} sono i parametri standard del modello di valutazione di opzione di Black-Scholes risulta:
{\displaystyle m={\frac {\ln(S/K)-rT}{\sigma {\sqrt {t}}}}}
La scelta dei parametri determina che la moneyness è zero, quando il prezzo futuro (atteso) dell'underlying è uguale al prezzo d'esercizio attualizzato al tasso del tasso risk-free.  Queste opzioni sono talvolta chiamate at-the-money-forward.  Moneyness si misura come deviazione standard da questo punto, in cui per valori positivi si parla di opzione in-the-money e per valori negativi di opzione out-of-the-money.